# Barbe (moulin à vent)
Pour les articles homonymes, voir Barbe (homonymie).
La barbe (ou tablier, baard ou buik en néerlandais) d'un moulin à vent est une planche, généralement en chêne, située au niveau de la croix des pales, dont la fonction est d'empêcher l'eau de pénétrer. Elle porte généralement une inscription qui indique le nom du moulin et l'année de sa construction, voire de sa restauration,,,.

## Galerie

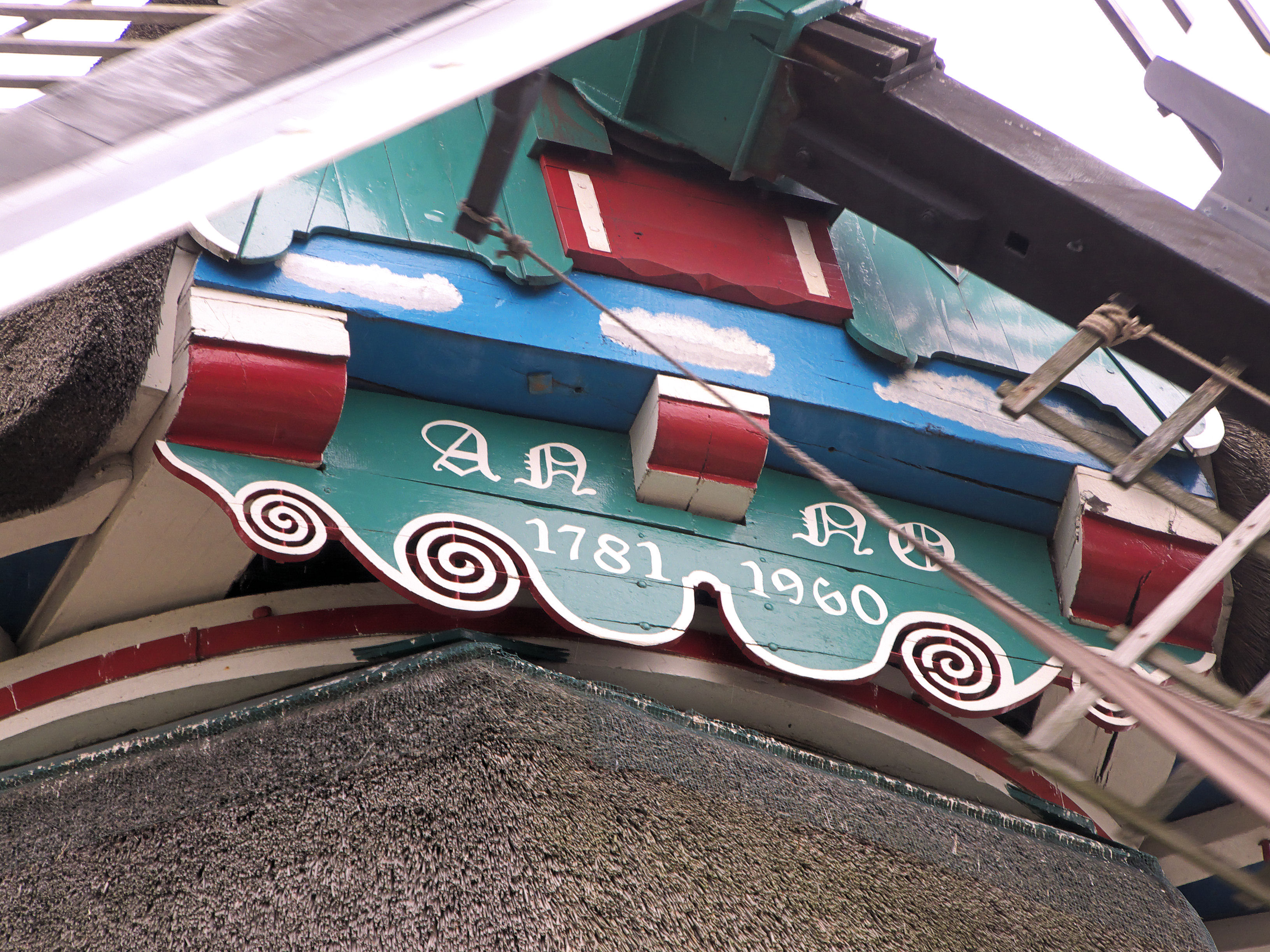
De Kat, Zaanse Schans.
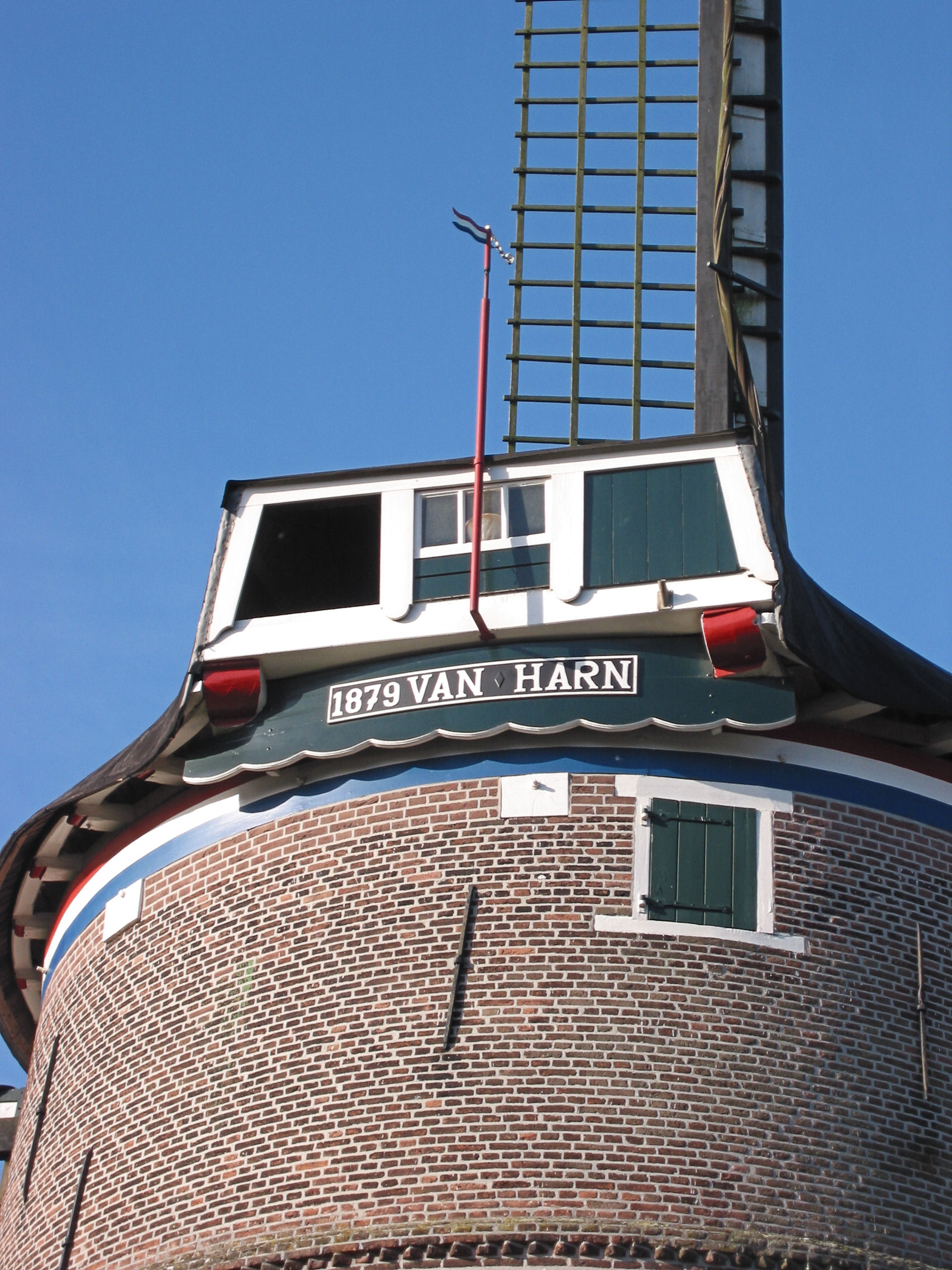
De Zwaan, Lienden.
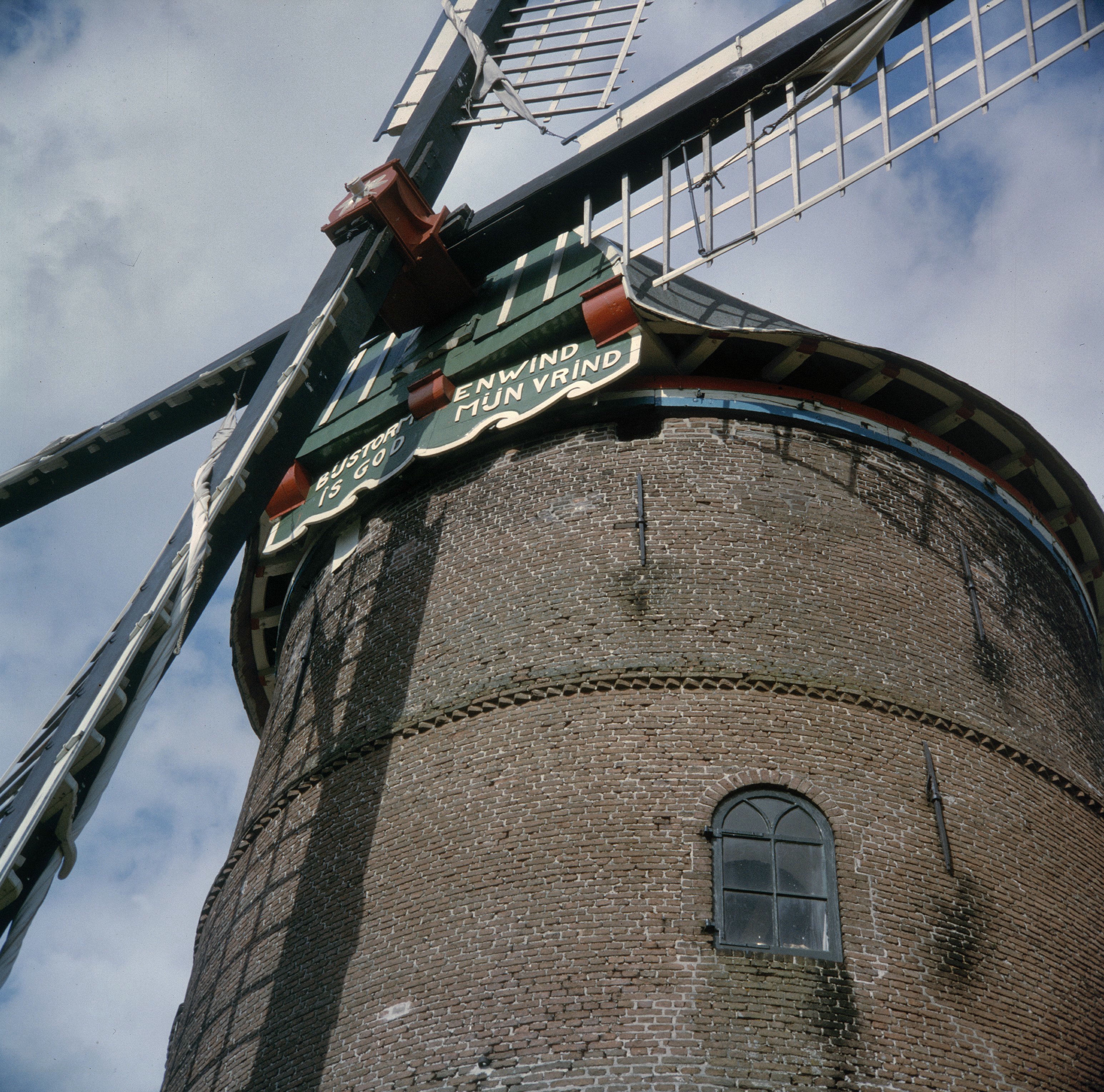
Zwaan, Lienden.
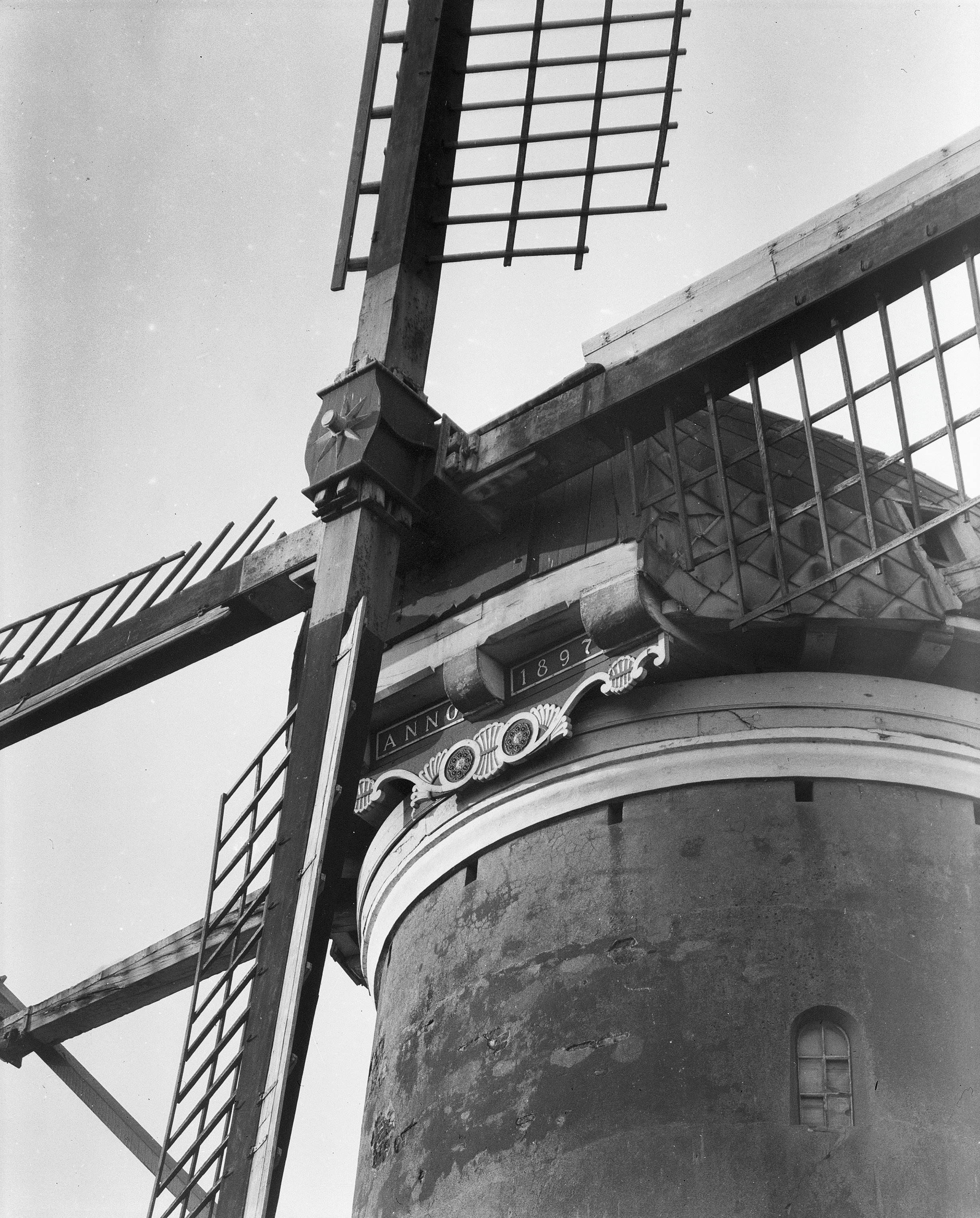
De Hoop, Zoetermeer.
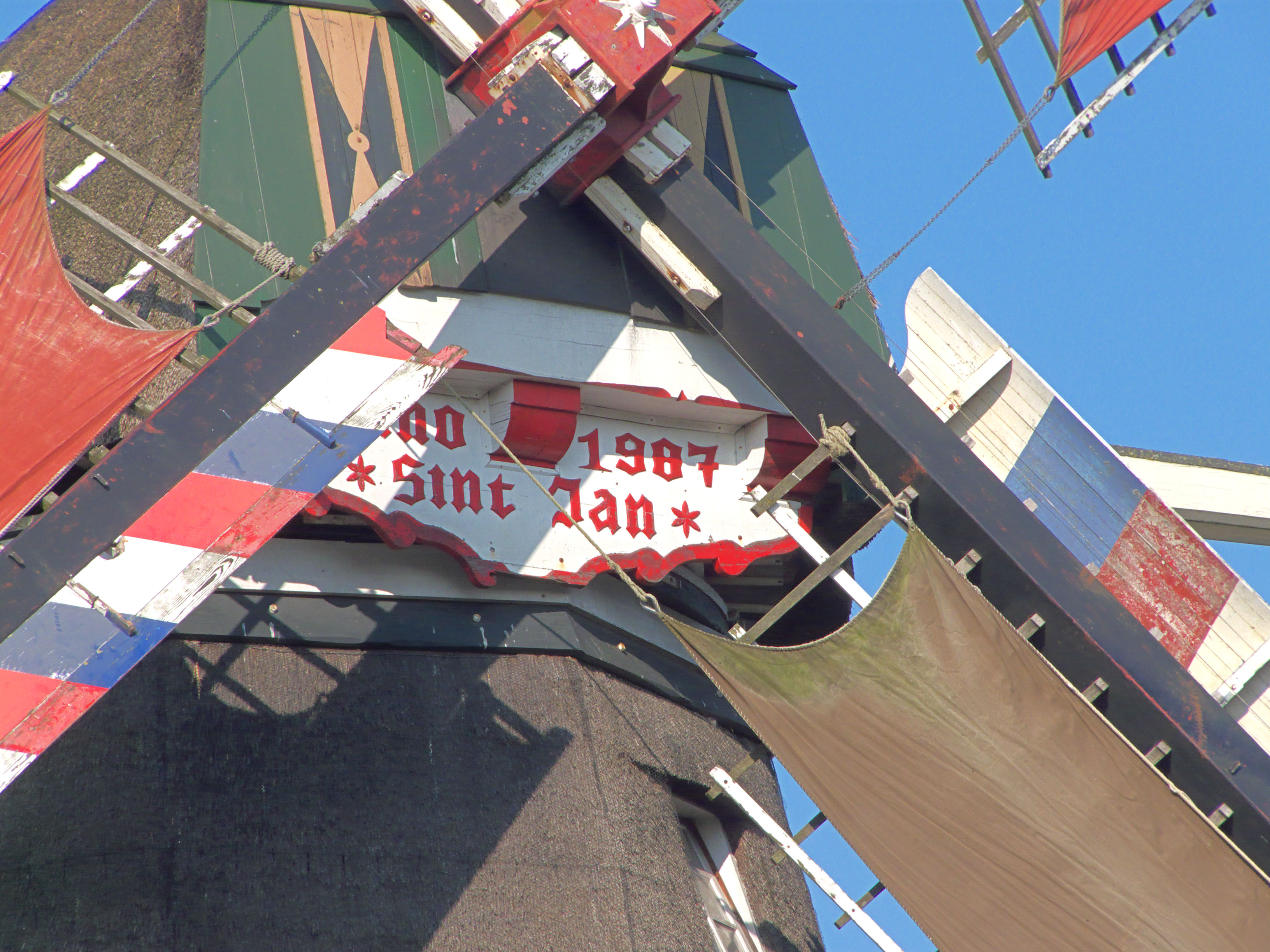
Sint Jan, Veldhoven.
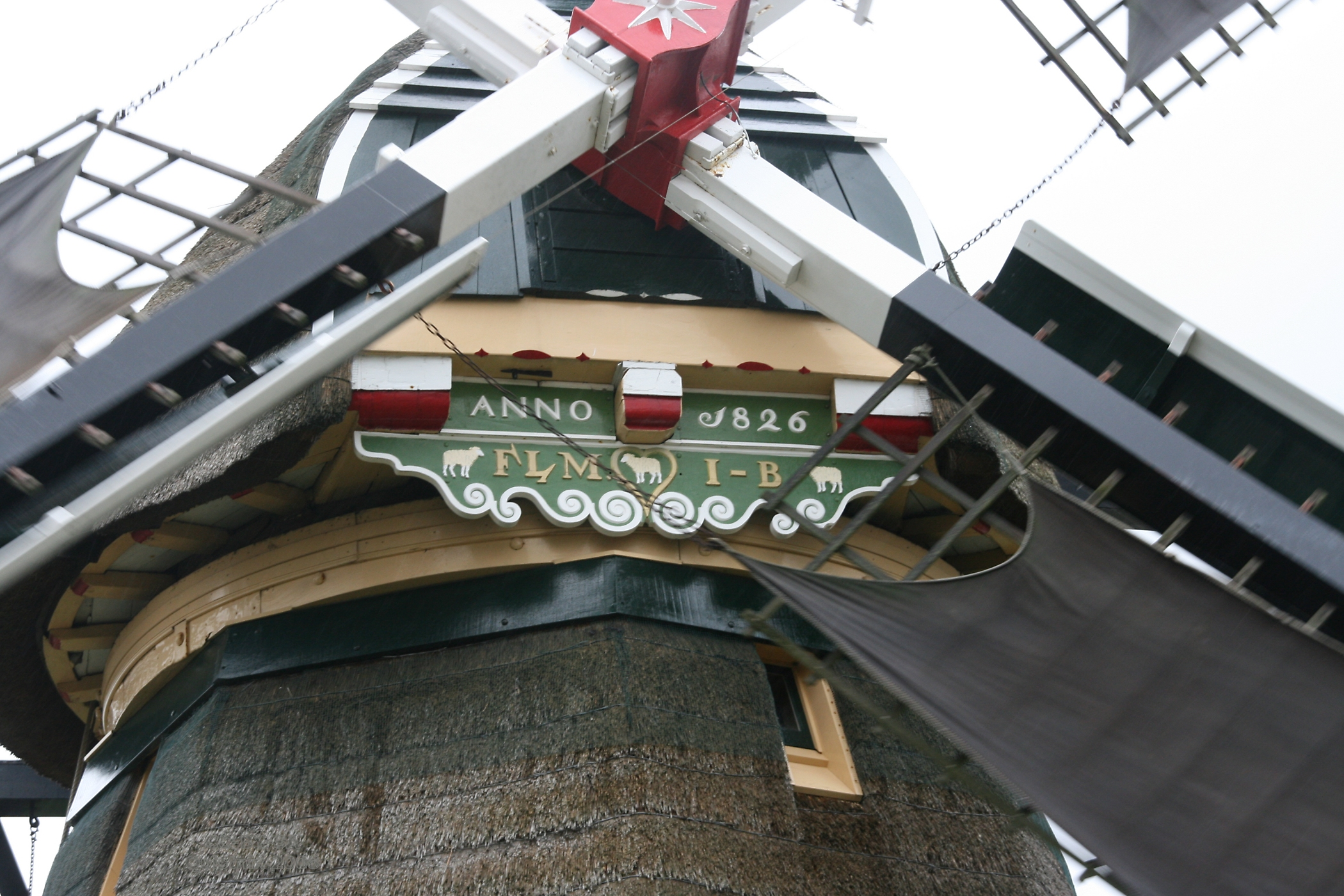
De Schaapweimolen.
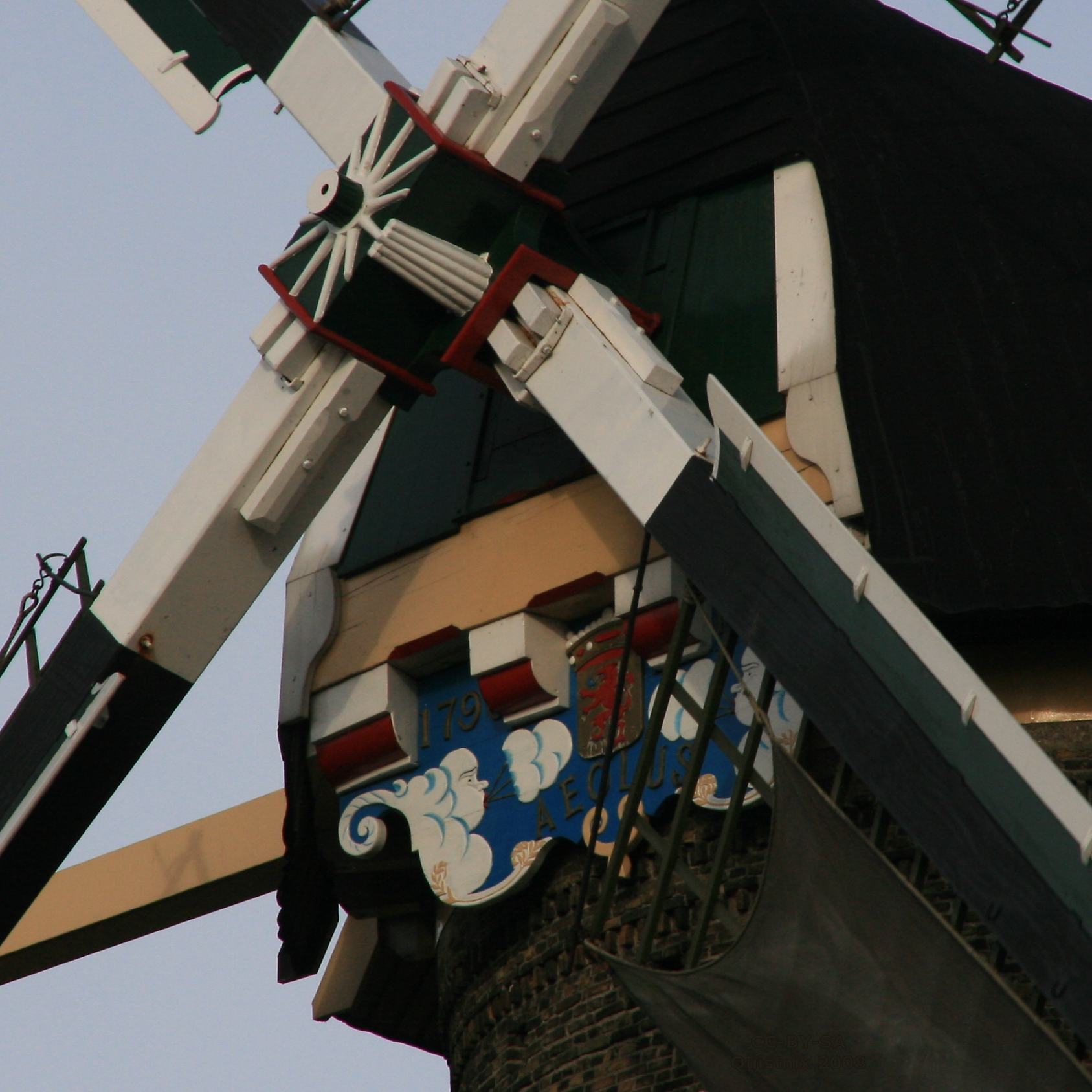
Aeolus, Vlaardingen.
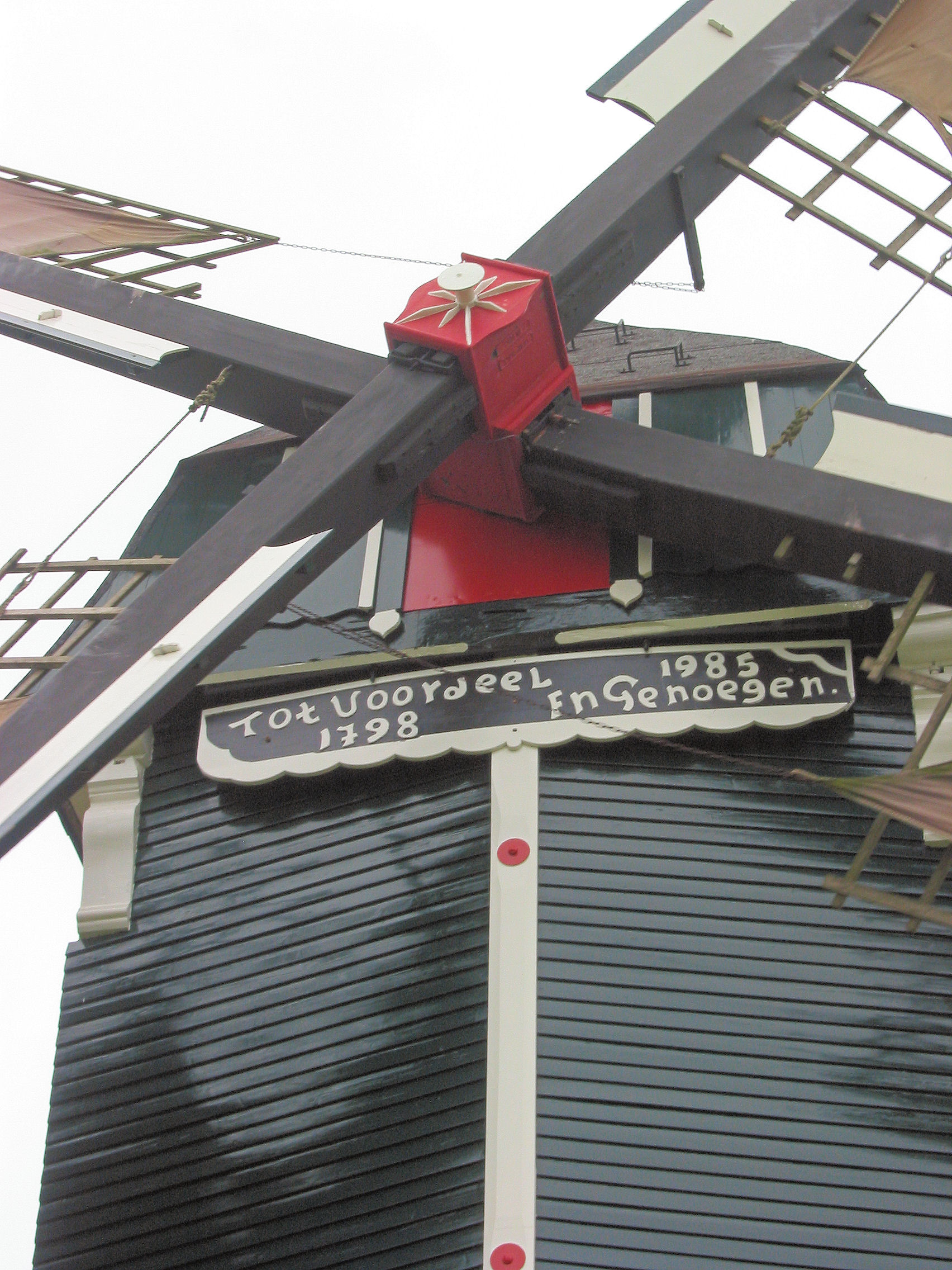
Tot Voordeel, Genoegen.
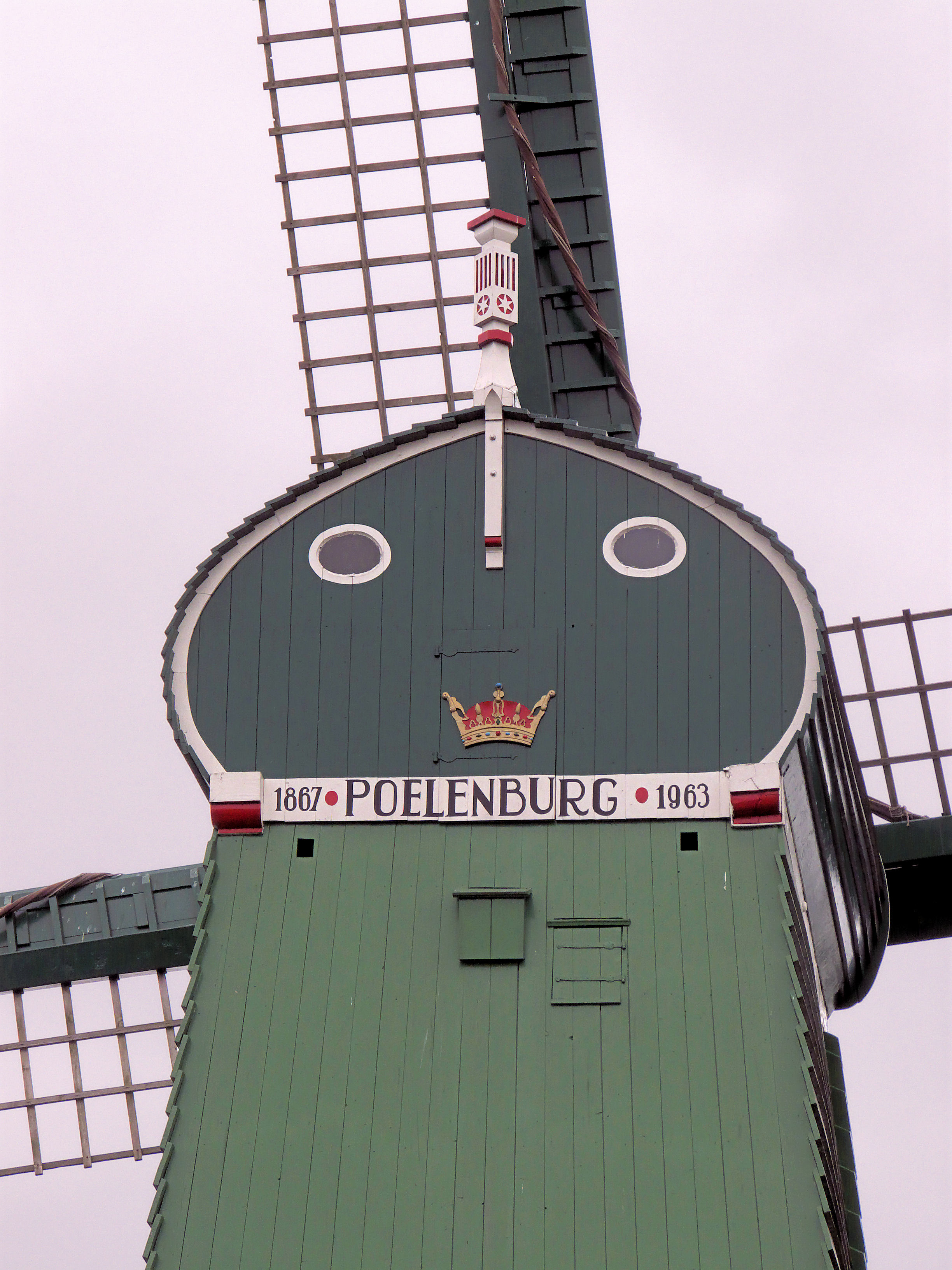
De Gekroonde Poelenburg.
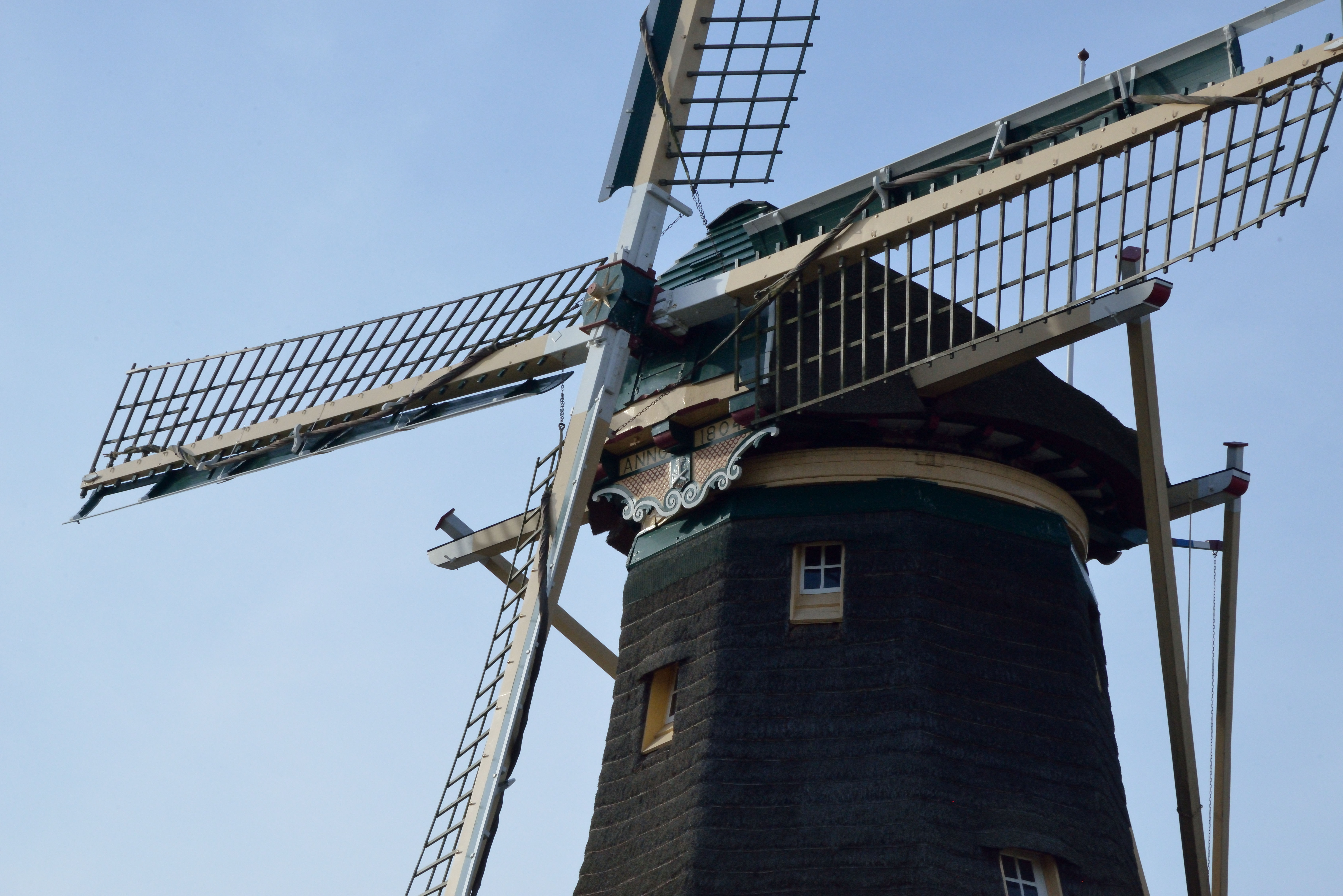
De Heesterboom.
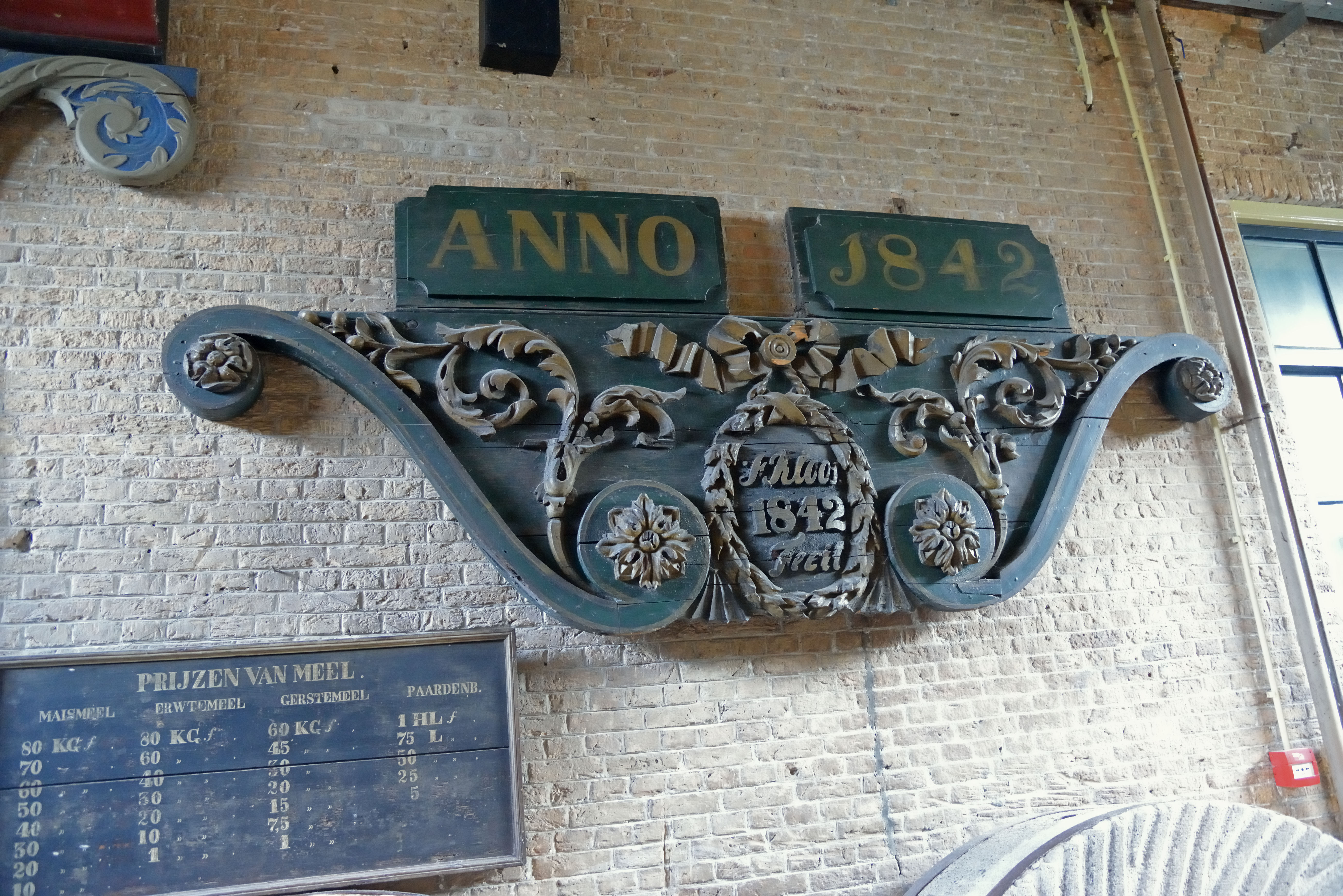
De Valk, Leyde.
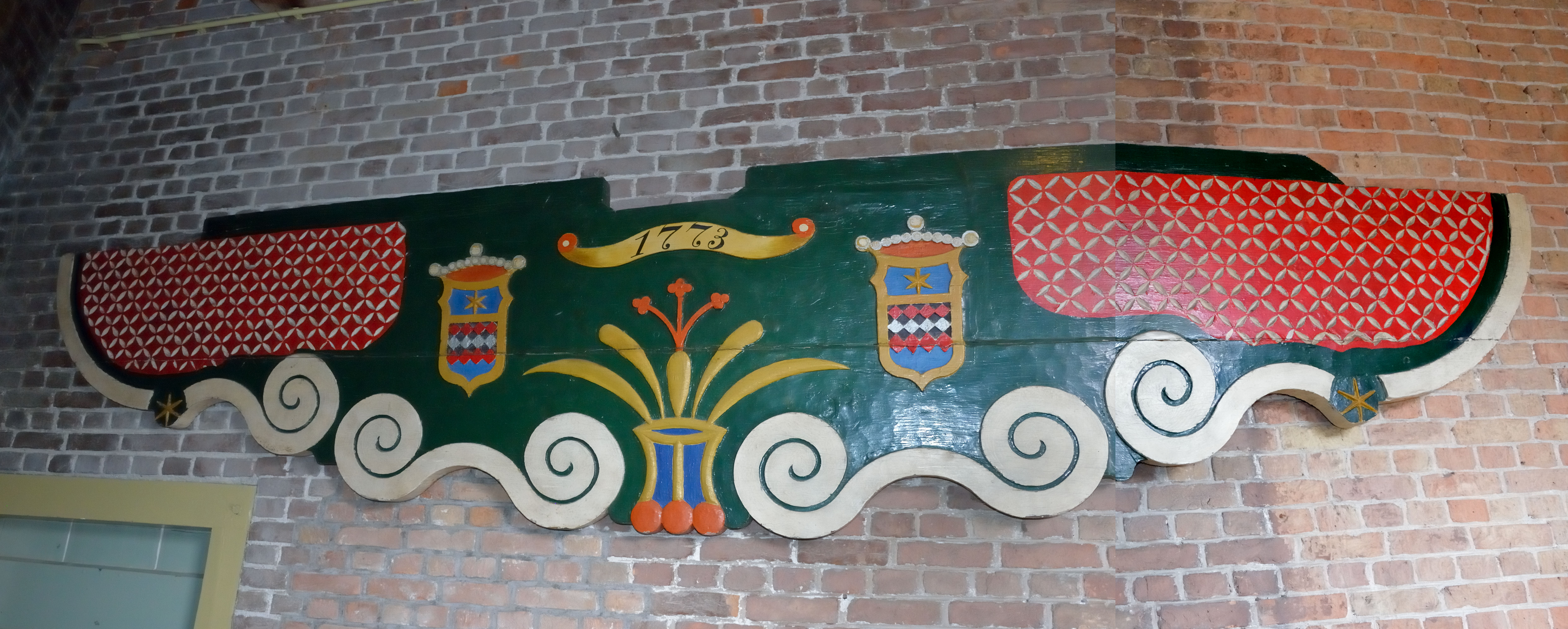
De Valk, Leyde.
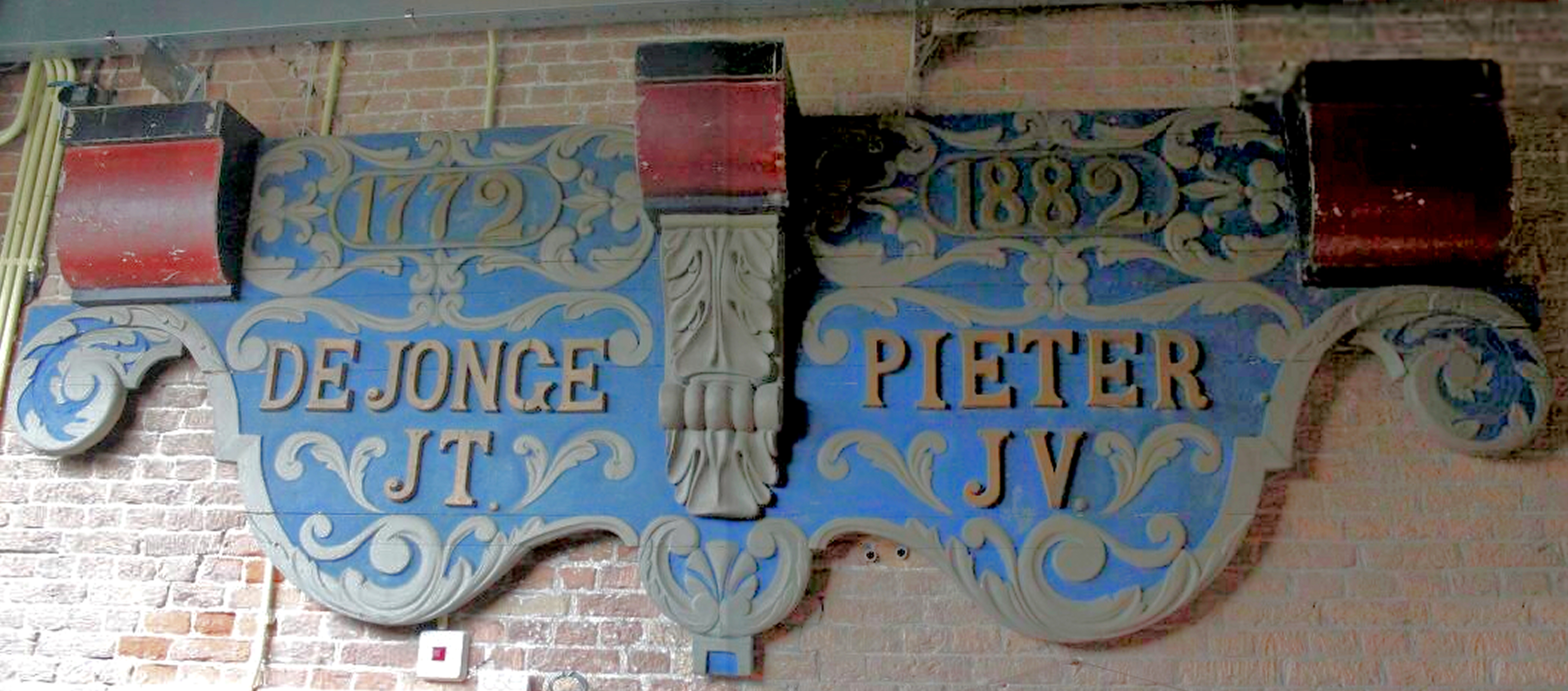
De Valk, Leyde.